# Maurus Witzel
Maurus Witzel OFM (ur. 2 kwietnia 1882 w Soisdorf, zm. 23 stycznia 1968) – biblista katolicki, sumerolog, językoznawca, franciszkanin. W roku 1900 wstąpił do braci mniejszych. 25 lipca 1907 został wyświęcony na kapłana.

## Życiorys
W latach 1928–1931 wykładał języki semickie we Franciszkańskim Studium Biblijnym w Jerozolimie. W roku 1929 pełnił funkcję prefekta studiów tej uczelni. Po wyjeździe z Jerozolimy na stałe związał się z Rzymem. Jest uważany za jednego z pionierów sumerologii. Pozostawił po sobie ogromną ilość artykułów i opracowań dotyczących języków semickich.